# Liste der Bodendenkmale in Buckautal
Die Liste der Bodendenkmale in Buckautal enthält alle Bodendenkmale der brandenburgischen Gemeinde Buckautal und ihrer Ortsteile auf der Grundlage der Landesdenkmalliste vom 31. Dezember 2020.
Die Baudenkmale sind in der Liste der Baudenkmale in Buckautal aufgeführt.
| Gemarkung        | Flur | Kurzansprache | Bodendenkmalnummer | Bemerkung | Bild |
| ---------------- | ---- | --- | ------------------ | --------- | ---- |
| Buckau (Lage)    | 4    | Gräberfeld slawisches Mittelalter, Dorfkern deutsches Mittelalter, Dorfkern Neuzeit, Münzfund deutsches Mittelalter | 30436              |           |      |
| Buckau (Lage)    | 9    | Gräberfeld Eisenzeit                                                                                                | 31080              |           |      |
| Buckau (Lage)    | 4, 5 | Burgwall Mittelalter, Siedlung deutsche Mittelalter, Siedlung slawisches Mittelalter, Siedlung Bronzezeit           | 31082              |           |      |
| Buckau (Lage)    | 4    | Gräberfeld Bronzezeit                                                                                               | 31083              |           |      |
| Buckau (Lage)    | 4, 5 | Dorfkern Neuzeit, Dorfkern Mittelalter                                                                              | 31092              |           |      |
| Dretzen (Lage)   | 2, 3 | Dorfkern Mittelalter, Dorfkern Neuzeit                                                                              | 31088              |           |      |
| Steinberg (Lage) | 1, 3 | Dorfkern Neuzeit, Dorfkern Mittelalter, Gräberfeld Bronzezeit                                                       | 31077              |           |      |
| Steinberg (Lage) | 1, 2 | Siedlung Ur- und Frühgeschichte                                                                                     | 31078              |           |      |
| Steinberg (Lage) | 1    | Gräberfeld Ur- und Frühgeschichte, Siedlung slawisches Mittelalter                                                  | 31079              |           |      |